# Muharak (otok)
Muharak (arapski: جزيرة المحرق, što znači "mjesto pepela") je drugi po veličini (poslije Bahreina) otok bahreinskog otočja i upravna jedinica Bahreina. Nazvan je po gradu Al Muharaku koji je bio glavnim gradom Bahreina do 1923. godine kada je to postao grad Manama, a koji se nalazi samo preko tjesnaca na otoku Bahreinu. 
Na otoku se pored Al Muharaka nalazi još nekoliko gradova i sela kao što su: Al Dair, Arad, Busaitin, Hidd, Galali, Halat Bu Maher, Halat Nuaim, Halat Seltah i Samaheej.
Na otoku je također i Bahreinska međunarodna zračna luka koja je danas prijelazom cestovno povezana s gradom Manama na otoku Bahreinu. Takvih prijelaza s otoka Muharak na otok Bahrein ima još tri: Most šeika Hamada i Prijelaz šeika Ise Ibn Salmana koji povezuju Al Muharak s diplomatkom četvrti Maname, te Most šeika Halifa koji povezuje Hidd na Muharaku i Džufair na Bahreinu.
Otok je ipak najpoznatiji po tradicionalnom lovu na bisere i na njemu se nalazi znamenita infrastruktura povezana sa samim lovom i bogatstvom koje je nastalo ovim otočkim gospodarstvom koje je bila glavna gospodarska grana Bahreina od 2. stoljeća do 1930-ih. Ova djelatnost je također i izvanredan primjer iskorištavanja morskih bogatstava i ljudske interakcije s okolišem koji je oblikovao kulturni identitet otočkog društva. Zbog toga su 17 građevina u gradu Al Muharaku, te 3 obalna ležišta kamenica i utvrda Abu Mahir (Kal'at Bu Mahir) na jugozapadnom rtu otoka, koja je služila za polazak izlovnih brodica, upisani na UNESCO-ov popis mjesta svjetske baštine u Aziji 2012. godine.

## Povijest
Muharak je bio naseljen još u prapovijesti, u vrijeme mezopotamske kulture Dilmun prije oko 5000 godina, ali se prvi put spominje u povijesnim zapisima kao mjesto grada Avala u kojemu je bilo središte poganskog kulta posvećenog božanskom morskom psu, a koji je pripadao zemlji Tylos kada je Bahrein bio pod vlašću Selukidskih Grka. Njegovi stanovnici, koji su ovisili o pomorstvu i trgovini, obožavali su boga Avala u obliku velikog kipa morskog psa koji se nalazio u gradu.
Do 5. stoljeća, Muharak je postao glavni centar Nestorijanskog kršćanstva, koje je dominiralo južnim obalama Perzijskog zaljeva. Kao sekta u Bizantskom carstvu, sljedbenici Nestorija su često bili proganjani kao heretici, ali je Bahrein bio izvan čvrste kontrole Carstva, nudeći sigurnost prognanicima. Nekoliko imena sela na otoku Muharak odražavaju ovu kršćansku baštinu; npr. Al-Dair znači "samostan" dok Kalali znači "monaški klaustar".
Kao najpoznatiji izvor bisera još od antike, izlov bisera na Muharaku je doživio svoj vrhunac koncem 19. i početkom 20. stoljeća. Bogatstvo koje su zgrnuli stanovnici Muharaka se još uvijek može vidjeti u znamenitim trgovačkim i stambenim građevinama grada Al Muharaka. Ova opasna i zahtjevna djelatnost je doživjela iznenadan gospodarski krah kada su Japanci 1930-ih razvili sustav vještačkog uzgoja bisera u slatkovodnim dagnjama.

## Znamenitosti
Od infrastrukture povezane s izlovom bisera na otoku se nalazi 17 povijesnih građevina na raznim mjestima u gradu Al Muharaku, tri obalna ležišta kamenica (Hayr Shtayyah, Hayr Bū-l-Thāmah i Hayr Bū 'Amāmah) i utvrda Kal'at Bu Mahir (Abū Māhir) na južnom rtu otoka, a koja je služila za polazak izlovnih brodica. Stambene zgrade trgovaca (poput kuća Al-Ghūṣ, ‘Amārat Ali Rashed Fakhro ili kuće šeika Ise ibn Alija na slici desno), prodavnice, skladišta i džamija u gradu su svjedočanstva bogatstva otočke djelatnosti izlova bisera koja su ostala u gotovo izvornom obliku nakon propasti ovog gospodarstva. Izlov bisera je poticao prepoznatljivu građevinsku tradiciju visoke kvalitete obrtnika u drvu i gipsu, što je postalo dijelom kulturnog identiteta Bahreina.

### Ostali projekti
|  | Zajednički poslužitelj ima još gradiva o temi Otok Muharak |